# Bundaberg
Bundaberg è una città dell'Australia situata nel Queensland. Si trova a circa 365 km a nord di Brisbane ed è il centro amministrativo della LGA della regione di Bundaberg.